# Admiral Schofield

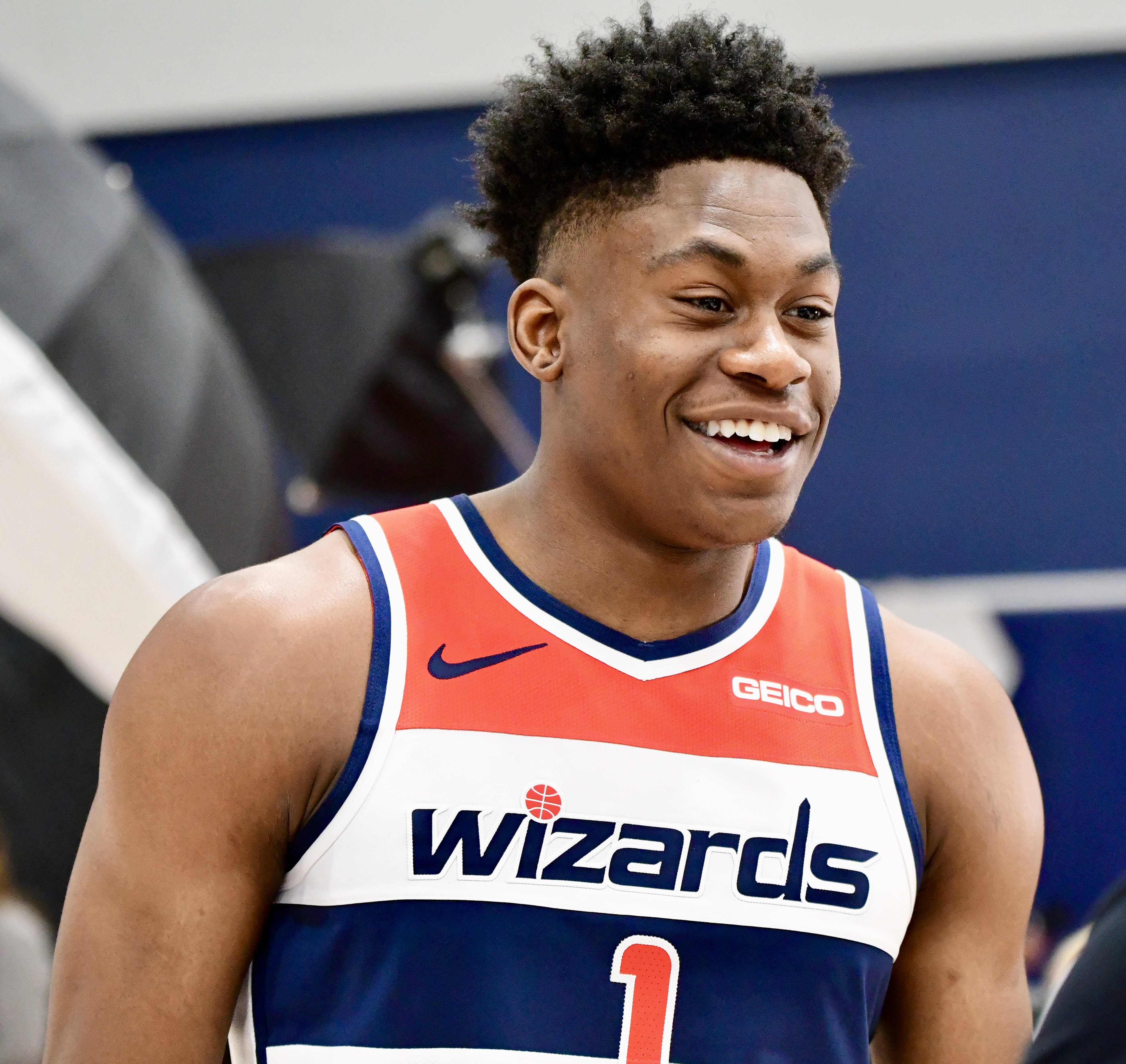
Admiral Schofield, 2019.

Admiral Donovhan Schofield, född 30 mars 1997 i London i England i Storbritannien, är en brittisk-amerikansk professionell basketspelare (SF) som spelar för Orlando Magic i National Basketball Association (NBA). Han har tidigare spelat för Washington Wizards.
Schofield draftades av Philadelphia 76ers i andra rundan i 2019 års draft som 42:a spelare totalt.
Innan han blev proffs studerade Schofield vid University of Tennessee och spelade för universitetets idrottsförening Tennessee Volunteers.